# Franco Leccese
Franco Leccese (* 24. April 1925 in Condove; † 23. Juni 1992) war ein italienischer Sprinter.
1950 gewann er bei den Leichtathletik-Europameisterschaften in Brüssel Silber über 100 m und wurde Sechster in der 4-mal-100-Meter-Staffel.
Bei den Olympischen Spielen 1952 in Helsinki schied er über 100 m und in der 4-mal-100-Meter-Staffel im Vorlauf aus.
1950 wurde er Italienischer Meister über 200 m und 1951 über 100 m.

## Persönliche Bestzeiten
- 100 m: 10,6 s, 1950
- 200 m: 21,3 s, 17. September 1950, Mailand